# Tomás Lecanda
Tomás Leonardo Lecanda (Martínez, Buenos Aires, Argentina, 29 de enero de 2002) es un futbolista profesional argentino, se desempeña como defensor y su equipo actual es San Martín de San Juan de la Primera División de Argentina.

## Trayectoria

### River Plate
Surgido en las inferiores del Club Atlético River Plate, en abril de 2021 fue seleccionado en la lista de buena fe para la Copa Libertadores, siendo promovido al plantel profesional.
El 16 de junio de 2021, fue incluido por Marcelo Gallardo, para realizar su primera temporada con el plantel profesional de la primera del Club Atlético River Plate.

### Barracas Central
El 7 de enero de 2022 fue cedido a Barracas Central por 12 meses.

### Aldosivi
El 24 de junio de 2022 fue cedido a Aldosivi por un año, sin cargo y sin opción de compra.

### Vuelta a River Plate
Tras jugar en condición de cesión para Barracas Central y Aldosivi de Mar del Plata, regresó a River. Sin embargo, sufrió una rotura de ligamentos cruzados en diciembre de 2022. En julio de 2023 se informó su salida de River, al no estar tenido en cuenta por el director técnico Martín Demichelis.

### Argentinos Juniors
El 31 de agosto de 2023 fue cedido a Argentinos Juniors por 18 meses, sin cargo y con opción de compra.

### Tigre
El 10 de febrero de 2024 llegó libre a Tigre luego de rescindir su contrato con River.

### Imbabura SC
En julio de 2024 fue cedido por 6 meses al club ecuatoriano.

### San Martín de San Juan
En enero de 2025 fue cedido por 1 año.

## Selección nacional
Fue internacional con la Selección Argentina Sub-17 dónde conquistó el Sudamericano Sub-17 2019 siendo una pieza clave del equipo. En 2021 fue convocado para la Selección Sub-23 donde participó de la gira por Tokio.

## Estadísticas
- Actualizado hasta el 27 de julio de 2025.

| Club | Div.                | Temporada           | Liga         | Liga         | Liga         | Copas Nacionales (1) | Copas Nacionales (1) | Copas Nacionales (1) | Copas Internacionales (2) | Copas Internacionales (2) | Copas Internacionales (2) | Total | Total | Total  | Medida goleadora(3) |
| Club | Div.                | Temporada           | Part.        | Goles        | Asist.       | Part.                | Goles                | Asist.               | Part.                     | Goles                     | Asist.                    | Part. | Goles | Asist. | Medida goleadora(3) |
| --- | ------------------- | ------------------- | ------------ | ------------ | ------------ | -------------------- | -------------------- | -------------------- | ------------------------- | ------------------------- | ------------------------- | ----- | ----- | ------ | ------------------- |
| River Plate Argentina |                     |                     |              |              |              |                      |                      |                      |                           |                           |                           |       |       |        |                     |
| 1.ª | 2021                | 1                   | 0            | 0            | Inexistentes | Inexistentes         | Inexistentes         | 2                    | 0                         | 0                         | 3                         | 0     | 0     | 0,00   |                     |
| 1.ª | 2023                | Inexistentes        | Inexistentes | Inexistentes | Inexistentes | Inexistentes         | Inexistentes         | Inexistentes         | Inexistentes              | Inexistentes              | 0                         | 0     | 0     | 0,00   |                     |
| Total club | Total club          | 1                   | 0            | 0            | 0            | 0                    | 0                    | 2                    | 0                         | 0                         | 3                         | 0     | 0     | 0,00   |                     |
| Barracas Central Argentina |                     |                     |              |              |              |                      |                      |                      |                           |                           |                           |       |       |        |                     |
| 1.ª | 2022                | Inexistentes        | Inexistentes | Inexistentes | 5            | 0                    | 0                    | Inexistentes         | Inexistentes              | Inexistentes              | 5                         | 0     | 0     | 0,00   |                     |
| Total club | Total club          | 0                   | 0            | 0            | 5            | 0                    | 0                    | 0                    | 0                         | 0                         | 5                         | 0     | 0     | 0,00   |                     |
| Aldosivi Argentina |                     |                     |              |              |              |                      |                      |                      |                           |                           |                           |       |       |        |                     |
| 1.ª | 2022                | 10                  | 0            | 0            | Inexistentes | Inexistentes         | Inexistentes         | Inexistentes         | Inexistentes              | Inexistentes              | 10                        | 0     | 0     | 0,00   |                     |
| Total club | Total club          | 10                  | 0            | 0            | 0            | 0                    | 0                    | 0                    | 0                         | 0                         | 10                        | 0     | 0     | 0,00   |                     |
| Argentinos Juniors Argentina |                     |                     |              |              |              |                      |                      |                      |                           |                           |                           |       |       |        |                     |
| 1.ª | 2023                | Inexistentes        | Inexistentes | Inexistentes | Inexistentes | Inexistentes         | Inexistentes         | Inexistentes         | Inexistentes              | Inexistentes              | 0                         | 0     | 0     | 0,00   |                     |
| Total club | Total club          | 0                   | 0            | 0            | 0            | 0                    | 0                    | 0                    | 0                         | 0                         | 0                         | 0     | 0     | 0,00   |                     |
| Tigre Argentina |                     |                     |              |              |              |                      |                      |                      |                           |                           |                           |       |       |        |                     |
| 1.ª | 2024                | 0                   | 0            | 0            | 4            | 0                    | 0                    | Inexistentes         | Inexistentes              | Inexistentes              | 4                         | 0     | 0     | 0,00   |                     |
| Total club | Total club          | 0                   | 0            | 0            | 4            | 0                    | 0                    | 0                    | 0                         | 0                         | 4                         | 0     | 0     | 0,00   |                     |
| Imbabura S. C. · Ecuador |                     |                     |              |              |              |                      |                      |                      |                           |                           |                           |       |       |        |                     |
| 1.ª | 2024                | 12                  | 0            | 0            | 0            | 0                    | 0                    | Inexistentes         | Inexistentes              | Inexistentes              | 12                        | 0     | 0     | 0,00   |                     |
| Total club | Total club          | 12                  | 0            | 0            | 0            | 0                    | 0                    | 0                    | 0                         | 0                         | 12                        | 0     | 0     | 0,00   |                     |
| San Martín (SJ) Argentina |                     |                     |              |              |              |                      |                      |                      |                           |                           |                           |       |       |        |                     |
| 1.ª | 2025                | 7                   | 0            | 0            | 1            | 0                    | 0                    | Inexistentes         | Inexistentes              | Inexistentes              | 8                         | 0     | 0     | 0,00   |                     |
| Total club | Total club          | 7                   | 0            | 0            | 1            | 0                    | 0                    | 0                    | 0                         | 0                         | 8                         | 0     | 0     | 0,00   |                     |
| Total en su carrera | Total en su carrera | Total en su carrera | 30           | 0            | 0            | 10                   | 0                    | 0                    | 2                         | 0                         | 0                         | 42    | 0     | 0      | 0,00                |
| (1) Las copas nacionales se refiere a la Copa Argentina, la Copa de la Liga Profesional y la Copa Ecuador. (2) Las copas internacionales se refiere a la Copa Libertadores y la Copa Sudamericana. (3) Media de goles por encuentro. No incluye goles en partidos amistosos. |                     |                     |              |              |              |                      |                      |                      |                           |                           |                           |       |       |        |                     |

## Palmarés

### Campeonatos nacionales
| Título              | Club        | Sede                | Año  |
| ------------------- | ----------- | ------------------- | ---- |
| Liga Profesional    | River Plate | Buenos Aires        | 2021 |
| Trofeo de Campeones | River Plate | Santiago del Estero | 2021 |

### Campeonatos internacionales
| Título              | Club             | Sede | Año  |
| ------------------- | ---------------- | ---- | ---- |
| Sudamericano Sub-17 | Argentina Sub-17 | Perú | 2019 |